# Upsala Tennisklubb
Upsala Tennisklubb eller UTK är en tennisklubb grundad 1925. UTK blev svenska mästare för första gången 2014. Föreningen har en större tennishall som heter UTK-hallen. Hallen innehåller även squashbanor och badmintonbanor. UTK-hallen ligger mellan stadsdelarna Gränby och Nyby i Uppsala.